# Sahelparadijswida
De Sahelparadijswida (Vidua orientalis) is een vogel uit de familie van de Viduidae.

## Verspreiding en leefgebied
Deze soort komt voor in westelijk, centraal en het noordoosten van Afrika en telt 2 ondersoorten:
- Vidua orientalis orientalis: van Tsjaad tot Soedan en Eritrea.
- Vidua orientalis aucupum: van Senegal tot noordwestelijk Nigeria.